# 太原縣 (交阯)
太原縣，是明代交阯承宣布政使司下轄的一個縣，治所約在今越南高平省和安縣。

## 沿革
- 永樂五年（1407年）六月癸未置，屬太原直隸州領[2][3]。
- 永樂六年冬十月己卯，陞交阯太原州為太原府[4][5][6][7][8]。
- 永樂十七年三月癸亥，設太原縣醫學、僧會司、道會司[9]。